# Hymenophyllum badium
Espèce
Hymenophyllum badium est une espèce de fougères d'Asie appartenant à la famille des Hyménophyllacées.
Synonymes : Hymenophyllum javanicum var. badium (Hook. & Grev.) C.B.Clarke, Hymenophyllum cumingii Bosch, Mecodium badium (Hook. & Grev.) Copel., Sphaerocionium badium (Hook. & Grev.) C.Presl.

## Description
Hymenophyllum badium appartient au sous-genre Globosa.
Cette espèce a les caractéristiques suivantes :
- son rhizome est long et filiforme ;
- les frondes, d'une dizaine de centimètres de long, comportent un limbe formé généralement divisé deux fois, lancéolé ;
- la couleur brune du limbe que croient noter Hooker et Greville est à l'origine de l'épithète spécifique (la couleur réelle de cette espèce est plutôt verte, éventuellement un peu teintée de roux). ;
- chaque segment fertile porte un unique sore, assez volumineux, à sa naissance ;
- l'indusie, englobant complètement les sporanges, a deux lèvres.

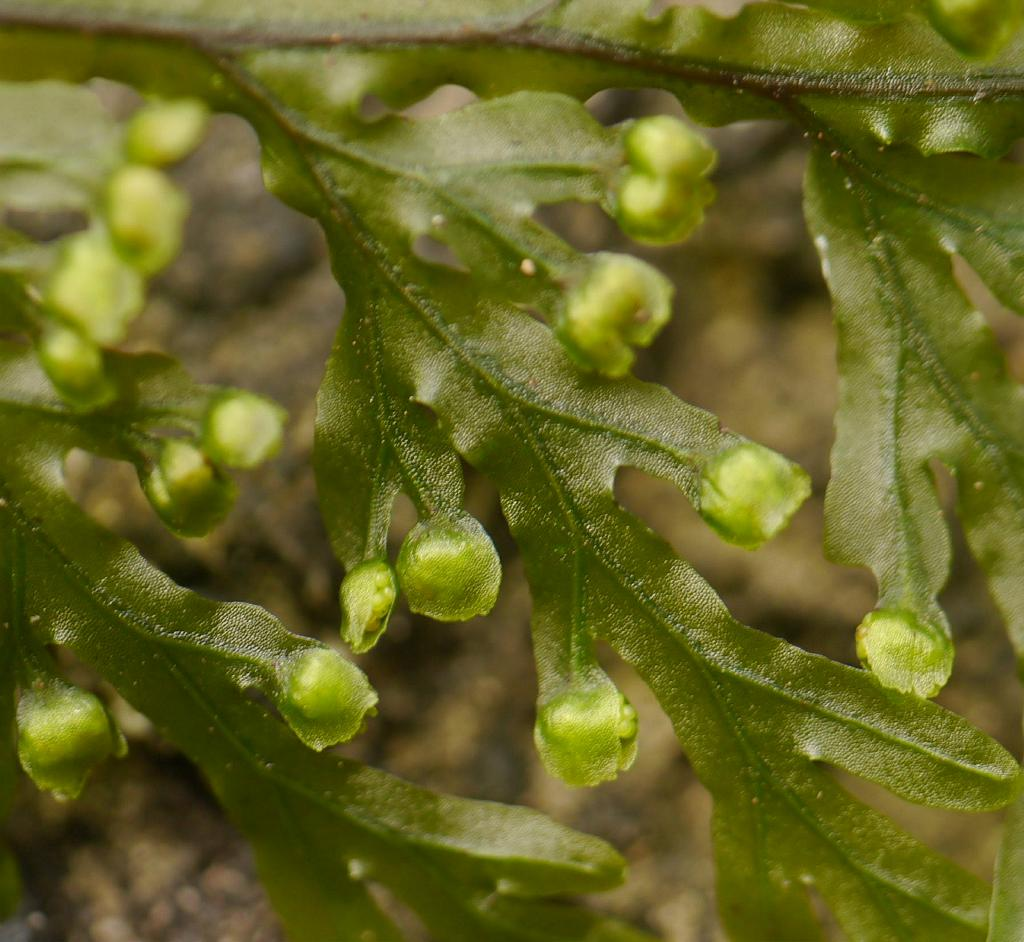
Détail montrant les deux lèvres de l'indusie protégeant les sporanges.

## Distribution
Cette espèce, principalement terrestre, est présente dans toute la zone himalayenne et asiatique tropicale : Chine, Inde, Laos, Philippines, Thaïlande, Vietnam...